# Correction du récepteur
La correction du récepteur est un processus qui se produit pendant la maturation des lymphocytes B. Ce processus fait partie de la tolérance centrale tentant à modifier la spécificité du récepteur BCR des cellules B immatures auto-réactives aux auto-antigenes, afin de les sauver de la mort cellulaire programmée, appelée apoptose. On pense que 20 à 50% de toutes les cellules B naïves périphériques ont subi une modification des récepteurs, ce qui en fait la méthode la plus courante pour éliminer les cellules B autoréactives.
Pendant la maturation dans la moelle osseuse, les lymphocytes B sont testés pour l'interaction avec les auto-antigènes, c'est la sélection négative. Si les cellules B en cours de maturation interagissent fortement avec ces auto-antigènes, elles subissent la mort par apoptose. La sélection négative est importante pour éviter la production de cellules B qui pourraient provoquer des maladies auto-immunes. Ils peuvent éviter l'apoptose en modifiant la séquence des gènes V et J des chaînes légères (composantes du récepteur de l'antigène) afin qu'elle ait une spécificité différente et ne reconnaisse plus les auto-antigènes. Ce processus de modification de la spécificité du récepteur des cellules B immatures est appelé correction du récepteur.